# Piletocera reunionalis
Piletocera reunionalis là một loài bướm đêm trong họ Crambidae.